# Frances Howard
Frances Howard (Omaha (Nebraska), 4 juni 1903 - Beverly Hills, 2 juli 1976) was een Amerikaanse actrice.

## Biografie
Howard werd geboren in 1903. In 1925 huwde ze met Samuel Goldwyn. In datzelfde jaar speelde ze in 3 van haar 4 films waarin ze ooit zou verschijnen, waaronder de hoofdrol in The Swan, een stomme versie van de film die in 1956 werd uitgebracht met Grace Kelly in de hoofdrol. Howard speelde in de versie van 1925 naast Adolphe Menjou. Ze speelde ook naast andere sterren van die tijd zoals William Powell en Harpo Marx. 
In 1974 overleed haar man. Ze waren bijna 50 jaar gehuwd op dat moment. Twee jaar later overleed Howard op 73-jarige leeftijd. Ze hadden 1 zoon, Samuel Goldwyn jr.. Een kleinzoon van haar is Tony Goldwyn.

## Filmografie
- Too Many Kisses (1925)
- The Swan (1925)
- The Shock Punch (1925)
- Mary Burns, Fugitive (1935)

- Library of Congress Control Number: no90003809
- Virtual International Authority File: 4489097
- WorldCat: E39PBJdgX7V4xJJhg8fdpGMgKd